# Aviator Nunatak
Aviator Nunatak är en nunatak i Antarktis. Den ligger i Västantarktis. Nya Zeeland gör anspråk på området. Toppen på Aviator Nunatak är 1 425 meter över havet, eller 222 meter över den omgivande terrängen. Bredden vid basen är 1,4 km.
Terrängen runt Aviator Nunatak är varierad. Trakten är obefolkad. Det finns inga samhällen i närheten.